# Павлова, Анастасия Владиславовна
Анастасия Владиславовна Павлова (укр. Анастасія Владиславівна Павлова; род. 9 февраля 1995, Новая Каховка, Херсонская область) — украинская спортсменка-лучница. Чемпионка Европы, бронзовый призёр Европейских игр, участница Олимпийских игр.
Заслуженный мастер спорта Украины.

## Биография
Анастасия Павлова родилась 9 февраля 1995 года в Новой Каховке. Её отец, Владислав Павлов, является заслуженным тренером Украины по стрельбе из лука.

## Карьера
Анастасия Павлова начала заниматься стрельбой из лука в 2004 году в Новой Каховке. Выступает за клуб «Динамо». Её дебют на международном соревновании состоялся в 2012 году во время этапа Кубка мира в Анталии.
Павлова должна была представлять Украину на чемпионате мира в Копенгагене, но перед самым турниром травмировала руку, её заменила Екатерина Яворская. В 2015 году она отправилась на первые Европейские игры 2015 в Баку, где в командном первенстве завоевала бронзу.
В декабре 2015 года Павлова заняла первое место на розыгрыше Кубка Украины по стрельбе из лука среди взрослых, победив в финале харьковчанку Татьяну Бережную со счётом 7:3. В феврале 2016 года — серебряный призёр взрослого чемпионата Украины (стрельба из лука).
29 мая 2016 года в британском городе Ноттингем в составе сборной Украины по стрельбе из классического лука (женские сборные) стала чемпионкой Европы — вместе с Вероникой Марченко и Лидией Сичениковой. В том же году отправилась на Олимпийские игры, где в 1/16 финала проиграла тайваньской спортсменке.
В 2017 году Павлова приняла участие на этапах Кубка мира. В Берлине она показала шестой результат в миксте, а в личном турнире выбыла на стадии 1/32 финала. До той же стадии она добралась на этапе в Анталии. На чемпионате мира в Мехико женская сборная Украины вышла в четвертьфинал и заняла итоговое пятое место. В индивидуальном турнире Павлова завершила соревнования на стадии 1/16 финала. По итогам года её признали лучшей спортсменкой  Херсонской области.
В 2018 году на чемпионате Европы в Легнице Павлова достигла четвертьфинале как в команде, так и в индивидуальном первенстве. В миксте завершила соревнования на стадии 1/16 финала. На этапах Кубка мира в Шанхае и Берлине Анастасия Павлова выбыла из борьбы за медали в 1/16 финала, до той же стадии она добралась на китайском этапе в миксте. В Германии она в миксте стала девятой. Также приняла участие на этапе в Турции, но проиграла уже в первом раунде.
В 2019 году Анастасия Павлова участвовала на чемпионате Европы в Анталии. В командном турнире украинки заняли четвёртое место, а в личном первенстве лучница покинула борьбу за медали уже на стадии 1/32 финала. В том же году она приняла участие на Европейских играх в Минске, став девятой в личном турнире и шестой в команде. На чемпионате мира в Хертогенбосе Павлова показала лучший результат в карьере. В команде она вновь добралась до четвертьфинала, а в личном турнире достигла 1/8 финала.
В 2021 году Павлова приняла участие на этапе Кубка мира в Париже, но уступила уже в первом раунде. Женская команда квалифицировалась на Олимпиаду в Токио, перенесённую на год из-за пандемии коронавируса. Павлова набрала 631 очко в рейтинговом раунде и заняла там 41-е место. Украинки уже в первом раунде проиграли россиянкам в командном турнире (2:6), а в индивидуальном первенстве Павлова уступила со счётом 4:6 американке Дженнифер Мучино-Фернандес.
В 2022 году Павлова приняла участие на чемпионате Европы в помещении в Словении, где в индивидуальном первенстве выиграла бронзу, а также стала чемпионкой в составе команды с Вероникой Марченко и Полиной Родионовой.